# Giallo alizarina GG
Il giallo alizarina GG è un indicatore.
A temperatura ambiente si presenta come un solido giallo-arancione inodore.

## Sintesi
La preparazione avviene in due fasi nella prima si prepara il sale di diazonio poi dell'azocomposto unendole, filtrando e lasciando essiccare.
Preparazione del sale di diazonio
Si prende dell'm-nitroanilina e si scioglie con acido cloridrico concentrato con poca acqua portando ad ebollizione. La soluzione viene poi versata in un becher contenente ghiaccio, si agita energicamemte e si aggiunge nitrito di sodio, la temperatura non deve salire sopra i 5 °C per il rischio di decomposizione.
Preparazione dell'azocomposto
Si prepara una soluzione sciogliendo acido salicilico e carbonato di sodio in acqua